# Gypona mimica
Gypona mimica är en insektsart som beskrevs av Delong 1982. Gypona mimica ingår i släktet Gypona och familjen dvärgstritar. Inga underarter finns listade i Catalogue of Life.